# Chinx
Chinx, aussi connu sous le nom de Chinx Drugz, de son vrai nom Lionel Pickens, né le 3 décembre 1983 dans le Queens, à New York et mort assassiné dans la même ville le 17 mai 2015, est un rappeur américain. Chinx, est un ancien membre de la Rockaway Riot Squad aux côtés de ses amis et rappeurs Stack Bundles, Bynoe et Cau2G$. Chinx se joint plus tard au groupe Coke Boys et au label de French Montana, qui se compose de Zack, MeetSims, Velous, et Lil Durk. Il est déclaré mort à la suite d'un drive-by shooting dans le quartier de Jamaica, dans le Queens, le 17 mai 2015.

## Biographie

### Débuts et sérieHurry Up and Die(2000–2010)
Chinx est né et a grandi à Far Rockaway, dans le Queens. Chinx Drugz explique ses débuts : « J'ai commencé à rapper quand j'étais sur les bancs du lycée ; au départ, j'avais commencé pour le fun, mais je m'y suis ensuite consacré plus sérieusement. À cette époque, je commençais à m'investir en studio et trouver ma musique. » Concernant son nom de scène Chinx Drugz, il explique « quand je fumais de l'herbe à l'époque, et cette meuf qui m'a appelé chintok (chinkey) et c'est resté ; le mot qui suit, 'Drugz' (drogue), veut tout dire. » Il se lance dans le rap aux côtés de son meilleur ami Stack Bundles pendant sa période lycée, avec lequel il formera le groupe Riot Squad avec les rappeurs Bynoe et Cau2Gs. Cependant, il sera peu après incarcéré pendant quatre ans à la Mid-State Correctional Facility,.
Stack Bundles et le rappeur Max B se joignent au groupe de Jim Jones, Byrd Gang. Il fait ensuite connaissance avec le rappeur French Montana grâce à Max B en 2009, avec qui il formera le groupe de hip-hop Coke Boys. Le 13 avril 2009, Drugz publie sa première mixtape solo, Hurry Up and Die Vol. 1: Get Ya Casket On,.
Elle est suivie de Hurry Up and Die Vol. 2: From The Cage To The Stage le 7 janvier 2010. Drugz publie ensuite sa troisième mixtape de la série, Hurry Up and Die Vol. 3 le 13 avril 2010,.

### Coke Boys etCocaine Riot 1 and 2(2011–2012)
Le 15 mars 2011, Drugz publie sa quatrième mixtape officielle, Flight 2011, entièrement produit par Harry Fraud. 
La mixtape fait participer French Montana. Le 19 avril 2011, il publie sa cinquième mixtape solo, Cocaine Riot, en featuring avec les membres de Coke Boys. Le 20 août 2011, Coke Boys publient leur première mixtape collaborative, Coke Boys 2. La mixtape est principalement produite par Harry Fraud, accompagné par Lex Luger. Coke Boys 2 fait participer les membres Drugz, Montana, Cheeze, Flip, et Charlie Rock. Après la publication de Coke Boys 2 le 24 septembre 2011, Drugz et French Montana publient une mixtape collaborative intitulée Coke Boys Run NY.
Le 13 avril 2012, Coke Boys publient leur deuxième mixtape collaborative, Coke Boys 3, qui fait principalement participer Montana et Drugz, avec Flip, Cheeze, et Charlie Rock. Il fait également et notamment participer Akon, Mac Miller, Rick Ross, Wale, et Red Cafe,. La mixtape est bien accueillie par la presse spécialisée. XXL citent Montana et Drugz comme les principaux acteurs de la mixtape,. Le 3 juillet 2012, Drugz publie sa sixième mixtape solo, Cocaine Riot 2, positivement accueillie, comme par AllHipHop qui la considère comme un « classique ». Cocaine Riot 2 fait participer les rappeurs Action Bronson et Chevy Woods, notamment,. Cocaine Riot 2 contient le titre collaboratif de Montana et Drugz, I'm a Coke Boy. 

### Cocaine Riot 3(2013)
Le 4 janvier 2013, Drugz publie le remix officiel de I'm a Coke Boy en featuring avec les rappeurs Rick Ross, Diddy, et French Montana. Le remix finira à la 43e place des « 50 meilleure chanson de 2013 » au magazine Complex. Puis le 15 avril 2013, Drugz publie sa septième mixtape solo, Cocaine Riot 3, qui contient le remix de I'm a Coke Boy, Cocaine Riot 3 fait participer Ace Hood, Juicy J, Yo Gotti, DJ Khaled, et Roscoe Dash, entre autres. Drugz explique à MTV que: « quand j'ai fait cette mixtape, je voulais offrir aux gens quelque chose qui sorte de l'ordinaire... » La mixtape s'arrête avec Maybe, une chanson en hommage à son ami d'enfance Stack Bundles.
Moins d'une semaine après la publication de Cocaine Riot 3, Drugz publie le clip du remix de I'm a Coke Boy. Le 14 mai 2013, Drugz publie ses anciennes mixtapes, Flight 2011, et Cocaine Riot sur iTunes,,,. Le 22 mai 2013, Right There en featuring avec Juicy J et French Montana devient le premier single extrait de l'album Cocaine Riot 3. Up In Here en featuring avec Ace Hood est prévu comme le deuxième single de l'album pour le 11 juin 2013. Le 12 août 2013, Drugz publie la vidéo de Up In Here avec Ace Hood extrait de Cocaine Riot 3, tourné à Miami, en Floride. Le même jour, French Montana annonce l'arrivée d'un prochain album des Coke Boys, ainsi que d'une troisième mixtape avant l'album.

### I'll Take It From HereetWelcome To JFK(2013–2015)
Le 4 octobre 2013, Chinx Drugz, désormais appelé Chinx, annonce la prochaine publication d'un EP via NuSense Music Group et Coke Boys Records, produit par Rick Steel intitulé I'll Take It From Here, en novembre 2013. Le 28 octobre 2013, Chinx publie Feelings en featuring avec French Montana, le premier single de l'EP. Le 26 novembre 2013, Coke Boys annonce une quatrième mixtape pour décembre 2013. Le même jour, Chinx publie son EP I'll Take It from Here. Puis il participe à la quatrième mixtape de Coke Boys, Coke Boys 4, publiée le 1er janvier 2014. Le 1er février 2014, Chinx publie la vidéo de Feelings. En avril 2014, Chinx révèle le titre de sa prochaine mixtape, Cocaine Riot 4 et sa sortie pour le 15 mai 2014. Il publie ensuite Cocaine Riot 5 le 25 décembre 2014. Il annonce également au magazine XXL le titre de son premier album, Welcome to JFK.
Le 2 juin 2015, le premier single officiel du premier album posthume de Chinx, Welcome to JFK, est publié chez eOne Music. Il s'intitule On Your Body.

### Décès
Le 17 mai 2015, la police de Briarwood, dans le Queens reçoit un appel à 4 h. Ils trouveront Chinx et une autre victime, nommée Antar Alziadi, lors d'un accident de voiture entre le Queens Boulevard et le 84th Drive. Chinx est transporté au Jamaica Medical Center de Jamaica ; les médecins découvrent des blessures par balles. Chinx est déclaré mort, à l'âge de 31 ans.

## Discographie

### Albums studio
- 2015 : Welcome to JFK[49]

### EP
- 2013 : I'll Take It from Here

### Mixtapes
- 2009 : Hurry Up and Die Vol. 1: Get Ya Casket On
- 2010 : Hurry Up and Die Vol. 2: From the Cage to the Stage
- 2010 : Hurry Up and Die Vol. 3
- 2010 : Coke Boys (avec les Coke Boys)
- 2011 : Flight 2011 (avec Harry Fraud)
- 2011 : Cocaine Riot
- 2011 : Coke Boys 2 (avec les Coke Boys)
- 2011 : Coke Boys Run New York (avec French Montana)
- 2012 : Coke Boys 3 (avec les Coke Boys)
- 2012 : Cocaine Riot 2
- 2013 : Cocaine Riot 3
- 2014 : Coke Boys 4 (avec les Coke Boys)
- 2014 : Cocaine Riot 4
- 2014 : Cocaine Riot 5
- 2017 : French Montana - Whiskey Eyes ft. Chinx  R.I.P